# Beatriz de Portugal (reina)
Beatriz de Portugal (Coímbra, febrero de 1373-Toro, c. 1420) fue hija del rey Fernando I de Portugal y de su esposa Leonor Téllez de Meneses.
Durante sus primeros años de vida, Beatriz fue un peón en la cambiante política de alianzas de su padre el rey Fernando I de Portugal, y se le fueron negociando sucesivos matrimonios. Por su matrimonio con el rey Juan I de Castilla, Beatriz se convirtió en reina consorte de Castilla, y a la muerte de su padre, su madre asumió la regencia en nombre de Beatriz, la cual fue proclamada reina. La oposición a la regencia, el temor de un dominio castellano y de la pérdida de la independencia portuguesa, produjeron una rebelión popular y una guerra civil en la que se enfrentaron por un lado, el maestre de Avís, hermano ilegítimo de Fernando y proclamado regente y defensor del reino, y por otro, el rey Juan I de Castilla, marido de Beatriz, que había tomado el título de rey de Portugal por derecho de su esposa, había invadido el reino y había obtenido el traspaso del gobierno de la regencia de Leonor. Finalmente, el maestre de Avís fue proclamado rey de Portugal, y Juan I de Castilla fue definitivamente derrotado en Aljubarrota.
Desde entonces la reina Beatriz se ocupó y preocupó del mantenimiento de los exiliados portugueses en Castilla fieles a su causa dinástica al trono portugués, y tras la muerte de su marido pasó a un segundo plano en la corte castellana. Pero la causa dinástica que encarnaba aún siguió vigente y dificultando la normalización de las relaciones entre Castilla y Portugal. Desde la segunda década del siglo XV su rastro documental va difuminándose hasta desaparecer hacia 1420.

## Compromisos matrimoniales
Nació en Coímbra, durante el breve asedio que las tropas castellanas impusieron a la ciudad durante la segunda guerra fernandina. El asedio fue levantado y el rey Enrique II de Castilla siguió camino hacia Santarém y después a Lisboa. Durante el asedio de Lisboa, el cardenal legado Guido de Bolonia logró el acuerdo entre los reyes de Castilla y Portugal en la paz de Santarém. En dicho tratado, el rey Fernando I de Portugal abandonaría la causa del petrismo, esto es, el legitimismo dinástico antitrastamarista que se había originado tras el asesinato del rey Pedro I de Castilla en 1369; y además, se establecieron enlaces matrimoniales entre ambas familias reales: por un lado el de Sancho de Alburquerque, hermano del rey castellano, con Beatriz de Portugal, hermanastra del rey portugués; por otro lado, el de Alfonso Enríquez, hijo natural del rey castellano, con Isabel de Portugal, hija natural del rey portugués; y por otro, el de Beatriz, la hija recién nacida del rey portugués, con Fadrique de Castilla, que era otro hijo natural de Enrique II de Castilla, y que fue elevado a duque de Benavente.
Las Cortes de Leiría de 1376 juraron por heredera a Beatriz aceptando el compromiso de Beatriz con el duque de Benavente. El desposorio por palabras se hizo en Leiría el 24 de noviembre de 1376, y el 3 de enero de 1377 fue aceptado por Enrique II. El testamento de Fernando I de 1378 ratificaba todos los acuerdos relativos a Beatriz, y añadía que en caso de faltar Beatriz y su descendencia, se desheredaba a los infantes portugueses (Juan, Dionís y Beatriz), hijos de Inés de Castro, y el trono de Portugal pasaría a unas hipotéticas hermanas de Beatriz, y en su defecto a don Fadrique. Para asegurar la sucesión del trono en Beatriz frente al infante Juan, la reina Leonor ideó una trama en la que se acusaba de adulterio a la propia hermana de la reina, María Teles, que era la esposa del infante Juan. En junio de 1379 el infante asesinó a su esposa en Coímbra, y aunque posteriormente logró el perdón real, optó por huir a Castilla temeroso de la familia de la difunta.
En mayo de 1379 falleció el rey Enrique II de Castilla y le sucedió su hijo Juan. Tras conocerse la muerte de Enrique II y la subida al trono de Juan I de Castilla, la corte portuguesa buscó el compromiso de Beatriz con el primogénito del nuevo rey, el futuro Enrique III de Castilla, para contar de este modo, con el respaldo político y militar de los Trastámara frente a cualquier aspiración del infante Juan al trono portugués. Los acuerdos de 21 de mayo de 1380 establecían que la boda se celebraría cuando Enrique cumpliera los catorce años, y se estipulaba que si Beatriz muriera antes del matrimonio y su padre no tuviera más descendencia, el trono pasaría a Juan I de Castilla, pero si ella falleciera con posterioridad al matrimonio y sin descendencia, el trono pasaría a Enrique; y en el caso de que Enrique muriera sin descendencia de Beatriz, Beatriz seguiría siendo reina, pero si entonces ella no tuviera descendencia con posterioridad, el trono portugués pasaría a los reyes de Castilla. De esta manera se vetaba de nuevo el acceso al trono a los infantes portugueses, hijos de Inés de Castro. El acuerdo matrimonial fue aprobado en las Cortes de Soria en agosto de 1380.

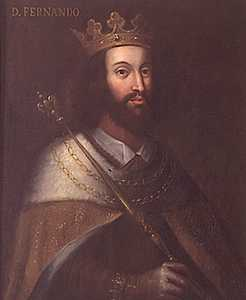
El rey Fernando I de Portugal (1367-1383). Su defensa del legitimismo de Pedro I de Castilla, generó las tres Guerras Fernandinas contra los Trastámara de Castilla.

Pero en julio de 1380 Fernando I ya había cambiado de política aliándose secretamente en el tratado de Estremoz con Ricardo II de Inglaterra y el duque de Lancaster, defensores de la causa petrista. En dicha alianza, además de adscribir el reino portugués a la obediencia del papa de Roma, el rey portugués pactó el matrimonio de su hija Beatriz con Eduardo de York, hijo del conde de Cambridge. Para negociar esta alianza llegó a Portugal un exiliado petrista, Juan Fernández de Andeiro, que tendría posteriormente una destacada influencia en la corte portuguesa. Cuando el rey castellano tuvo noticias de este acuerdo, por parte del exiliado infante Juan, selló su alianza con Francia por el tratado de Vincennes, adscribió el reino castellano a la obediencia del papa de Aviñón, y emprendió la tercera guerra fernandina. Mientras el rey Fernando y sus consejeros estaban en Elvas para discutir la guerra, el 19 de julio de 1382 la reina Leonor Téllez dio a luz a un hijo que vivió sólo cuatro días. El 10 de agosto de 1382 la guerra finalizó con la paz de Elvas, planeándose el enlace matrimonial de Beatriz con el segundogénito de Juan I de Castilla, el futuro Fernando I de Aragón. Además, Portugal volvió a la obediencia del papa de Aviñón, en un reino dividido religiosamente por el cisma.
Juan I de Castilla enviudó en 1382, y el conde de Ourém, Juan Fernández de Andeiro, favorito de la reina Leonor, planteó el último compromiso matrimonial de Beatriz, con el propio rey castellano. Fernando I agonizaba y ante la perspectiva de que su viuda tendría que encargarse de la regencia, se garantizaba con este matrimonio, la sucesión en Beatriz; porque por un lado contaría con un monarca vecino, poderoso y aliado, que podría contrarrestar las aspiraciones al trono de los Infantes de Portugal en vez de atizarlas, y por otro, al tener que residir en Castilla, Juan I tendría que dejar los asuntos de Portugal en manos de la reina Leonor como regente. Las capitulaciones matrimoniales se realizaron el 2 de abril de 1383 en Salvaterra de Magos. En estas capitulaciones se estipulaba que a la muerte de Fernando I sin hijos varones, la corona pasaría a Beatriz, y su marido se intitularía rey de Portugal. Aunque Juan I de Castilla podía intitularse como rey de Portugal, las partes castellanas y portuguesas acordaron no mezclar los reinos de Castilla y Portugal, y para garantizar esto, Leonor, la viuda del rey Fernando, permanecería como regente y a cargo del gobierno de Portugal hasta que Beatriz tuviera un hijo que alcanzase catorce años de edad, el cual asumiría entonces el gobierno y título de rey de Portugal, y sus padres dejarían de serlo. Si Beatriz muriese sin hijos, la corona pasaría a otras hipotéticas hermanas menores, y en caso negativo, la corona pasaría a Juan I de Castilla, y a través de él, a su hijo Enrique, desechando de nuevo a los hijos de Inés de Castro. La sucesión de Castilla también se regulaba, así, en caso de que pudiera fallar la sucesión de Juan I de Castilla en sus dos hijos, la corona pasaría a su hermana Leonor; y en el caso de que esta falleciera y no tuviera descendencia, pasaría a Fernando I de Portugal, y de él a su descendencia. Durante la preparación de las capitulaciones matrimoniales, el rey de Castilla objetó la dote asignada a Beatriz, también discrepó de que sus hijos con Beatriz tuvieran que criarse en Portugal, de que Leonor pudiera ostentar la regencia en Portugal, y de que las fortalezas tuvieran que estar en poder de portugueses; pero ante la perspectiva que se le ofrecía, que era todo el reino de Portugal, esas objeciones se presentaban como secundarias y aceptó el acuerdo.
Pedro de Luna, legado pontificio para los reinos de Castilla, Aragón, Portugal y Navarra, inició los esponsales por palabras en Elvas el 14 de mayo, y la ceremonia tuvo lugar el 17 de mayo en la catedral de Badajoz. Para asegurar el cumplimiento del tratado, el 21 de mayo un grupo de caballeros y prelados castellanos juraron desnaturalizarse del reino y luchar contra su rey, si el rey castellano quebrantara los compromisos acordados en el tratado, lo mismo hizo un grupo de caballeros y prelados portugueses si el rey de Portugal quebrantara el tratado con Castilla, entre ellos estaba el maestre de Avís; después, Beatriz aprobó en su propio nombre lo pactado en Salvaterra de Magos. Una vez realizado los esponsales, Beatriz pasó a residir en Castilla con su marido. Las capitulaciones matrimoniales fueron llevadas a las Cortes de Santarém de agosto y septiembre para jurar como herederos de Portugal a Beatriz y a Juan I de Castilla, aunque no se han conservado las actas. Por su parte, la reina Leonor dio a luz el 27 de septiembre una niña que vivió sólo unos días, por lo que Beatriz seguía siendo la única descendiente legítima del rey Fernando.

## Crisis de 1383-1385
La muerte del rey Fernando I de Portugal tuvo lugar el 22 de octubre de 1383. Leonor, su viuda, conforme al tratado de Salvaterra de Magos y el testamento del rey difunto, se encargó de la regencia y del gobierno en nombre de su hija. La regente mantuvo su camarilla de castellanos petristas, lo que formó una oposición que pedía que el Consejo de la regente contara únicamente con consejeros de origen portugués.
La noticia de la muerte del rey portugués llegó a Juan I de Castilla y a Beatriz en Torrijos, una vez clausuradas las Cortes en Segovia. El maestre de Avís escribió al rey castellano instándole a que tomara la Corona portuguesa que le pertenecía a través de su esposa y a que el propio maestre asumiera la regencia. El rey de Castilla, para evitar problemas dinásticos con el infante Juan, primogénito de Inés de Castro, lo encerró en el Alcázar de Toledo, y adoptó en Toledo el título y las armas de rey de Portugal, lo que fue reconocido por el Papa de Aviñón. Posteriormente, reunió Consejo en Montalbán y mandó a Alfonso López de Tejeda con instrucciones para que la regente portuguesa procediera a proclamar reyes de Portugal a Beatriz y a él mismo.

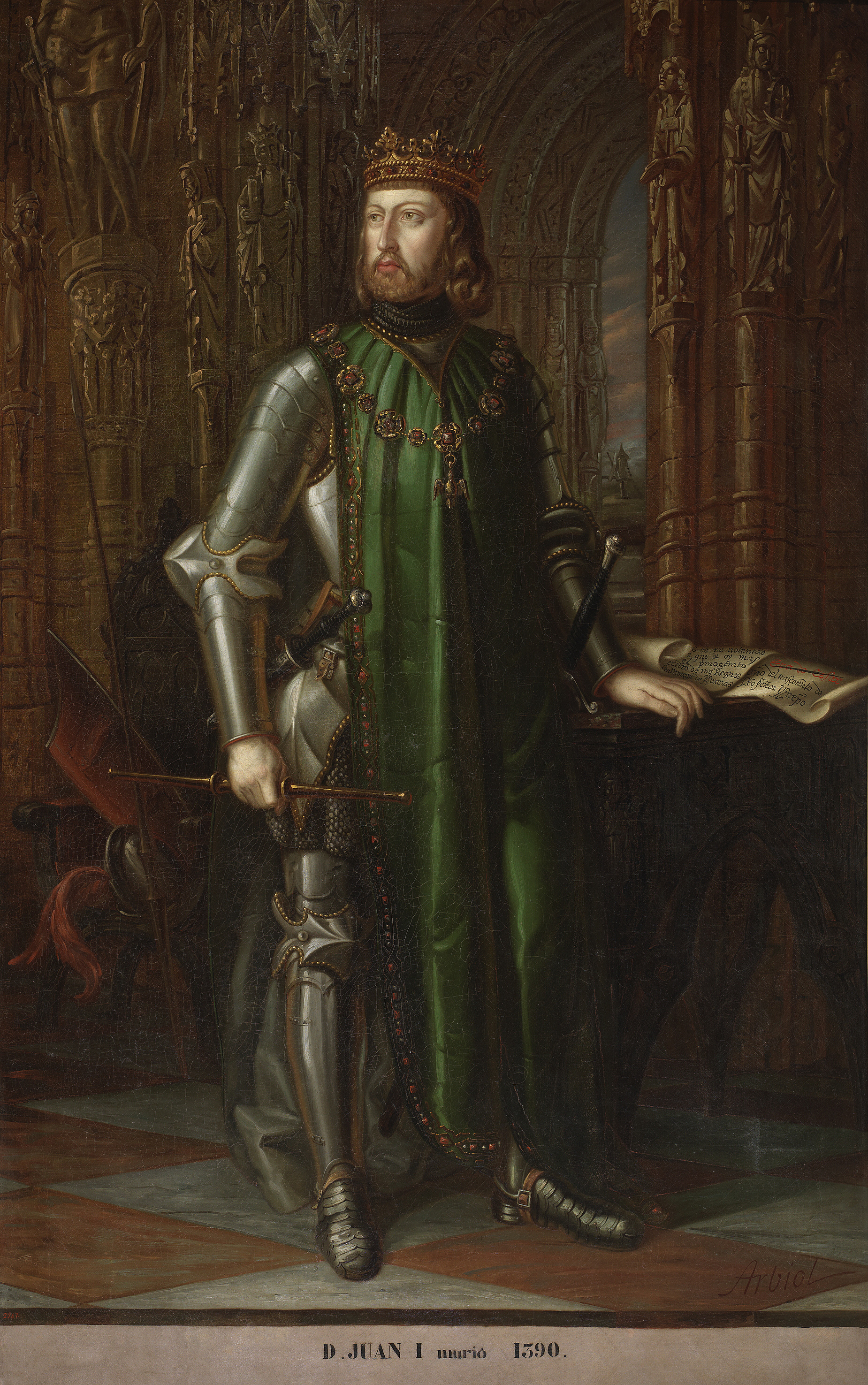
El rey Juan I de Castilla (1379-1390) invadió Portugal para imponerse como rey de Portugal por derecho de su esposa Beatriz, en la guerra civil que siguió a la muerte de Fernando I de Portugal.

La proclamación fue realizada, pero en Lisboa y en otros lugares como Elvas y Santarém, se manifestó un rechazo popular en favor del infante Juan. Pero Juan I de Castilla tomó la decisión de poner en marcha sus tropas y dirigirse a Portugal para tomar posesión del reino, contra el parecer de algunos miembros de su Consejo, ya que suponía la contravención de las promesas de las capitulaciones matrimoniales de Salvaterra de Magos. En este movimiento, el rey castellano contaba con el apoyo del canciller de Beatriz, que era a su vez, el obispo de Guarda, Affonso Correia, el cual le prometió la entrega de la plaza. El rey castellano entró así en Portugal, con Beatriz, para asegurar la obediencia en Portugal y los derechos de su esposa.
Para Juan I de Castilla, el matrimonio con Beatriz le suponía mantener un protectorado sobre el reino portugués y la posibilidad de impedir a los ingleses establecerse en la península ibérica. Y además, la unión de Castilla y Portugal beneficiaría a la nobleza portuguesa, que ampliaría sus expectativas de obtener tierras, títulos y cargos. Frente a esto, los campesinos, que habían mejorado su situación como consecuencia del despoblamiento del campo, temían un refuerzo de los privilegios de la nobleza; y por otro lado, los comerciantes, artesanos, funcionarios públicos y amplios sectores de la pequeña nobleza, temían su anulación política, social y económica frente a un incremento del poder de la nobleza portuguesa y frente la amenaza de un dominio castellano que favorecía la agricultura por encima del comercio. De este modo, se sumó la oposición a la regente y su camarilla petrista, con la expectativa de un monopolio comercial, y el temor al dominio castellano y la pérdida de independencia portuguesa, para aflorar a finales de noviembre y principios de diciembre, cuando se produjo en Lisboa el levantamiento. El maestre de Avís asesinó al favorito de la regente, Juan Fernández de Andeiro, conde de Ourém, y tras ello se produjo el levantamiento del pueblo llano contra el gobierno instigado por Álvaro País, en el que resultó muerto Martinho Anes, obispo de Lisboa. El levantamiento se extendió a las provincias, cobrándose la vida de la abadesa de monjas benedictinas en Évora, el prior de la colegiata de Guimarães, o de Lançarote Pessanha, almirante de Portugal, en Beja. El levantamiento tuvo el apoyo de la burguesía, pero no de la aristocracia, que se mantuvo apoyando a Leonor.
La reina Leonor huyó de Lisboa con la corte y se refugió en Alenquer. En Lisboa, Álvaro País propuso el matrimonio del maestre de Avís con Leonor para encargarse de la regencia de forma conjunta, pero Leonor lo rechazó. Y ante las noticias de la venida del rey castellano, el maestre de Avís fue elegido defensor y regente del reino el 16 de diciembre de 1383, invocando los derechos del infante Juan, primogénito de Inés de Castro. El maestre constituyó su propio Consejo en el que figuraba João das Regras como canciller, y pidió ayuda a Inglaterra; además, trató de asediar Alenquer, pero Leonor huyó a Santarém, de modo que regresó a preparar la defensa de Lisboa. En Santarém, Leonor procedió a reclutar un ejército y pidió ayuda a su yerno el rey de Castilla para someter a los insurrectos que no aceptaban su gobierno ni reconocían a su hija Beatriz como reina de Portugal.
Juan I de Castilla tomó la decisión de controlar la situación en Portugal, y dejó en el reino de Castilla un Consejo de regencia formado por el marqués de Villena, el arzobispo de Toledo y el mayordomo del Rey. En enero de 1384 el rey Juan I de Castilla, junto con Beatriz, invadió el reino portugués camino de Santarém, ante la llamada de la reina regente para poder controlar la situación en Portugal. El 13 de enero, el rey Juan I de Castilla obtuvo de la reina Leonor, la renuncia a la regencia y del gobierno en favor del propio rey Juan y de su esposa Beatriz. De este modo, el rey castellano asumió la dirección del gobierno, y organizó una cancillería, una corte y un ejército compuesto esencialmente de castellanos. Y muchos caballeros y gobernadores de castillos se presentaron a jurar obediencia tanto a él como a su esposa Beatriz, como los de Santarém, Ourém, Leiría, Montemor o Velho, Feira, Penella, Óbidos, Torres Vedras, Torres Novas, Alenquer, Cintra, Arronches, Alegrete, Amieira, Campo Maior, Olivenza, Portel, Moura, Mértola, Braga, Lanhoso, Valença do Minho, Melgaço, Vila Nova de Cerveira, Viana do Castelo y Ponte de Lima, Guimarães, Caminha, Braganza, Vinhais, Chaves, Monforte, Miranda de Duero, Montalegre, Mirandela, Castelo Rodrigo, Almeida, Penamacor, Guarda, Covillana o Celorico da Beira. Pero ante el hecho de que Leonor trató de conspirar contra su yerno, fue enviada al monasterio de Tordesillas. Esto alentó a la causa del maestre de Avís a justificar la revuelta en tanto que se había conculcado el tratado de Salvaterra de Magos; y además, la nobleza, que había apoyado mayoriatariamente a Leonor, se escindió, produciéndose traspasos al partido del maestre, como el canciller de la regente, Lourenço Eanes Fogaça.
Aunque contaba con la mayoría de la aristocracia portuguesa fiel a su causa, el rey Juan I de Castilla no repitió los éxitos castellanos de las guerras fernandinas y fracasó ante Coímbra y Lisboa. El 3 de septiembre de 1384 Juan I de Castilla dejó guarniciones en las plazas de sus partidarios, regresó a Castilla y pidió ayuda al rey de Francia. Beatriz también salió del reino portugués, y sería la última vez que estuviera allí. Mientras, el maestre de Avís intentó apoderarse de plazas fieles a sus adversarios, y aunque tomó Almada y Alenquer, fracasó en Cintra, Torres-Novas y Torres Vedras. Después se dirigió a Coímbra, donde había convocado Cortes para marzo de 1385. En ellas, Beatriz fue declarada ilegítima debido a que se consideró inválido el matrimonio de sus padres, y el 6 de abril se procedió a elegir y proclamar al maestre de Avís como Juan I de Portugal. Tras las Cortes, el nuevo soberano emprendió una campaña para obtener el control del norte del reino, y así obtuvo Viana do Castelo, Braga y Guimarães. Juan I de Castilla entró de nuevo en Portugal por la ruta de Ciudad Rodrigo y Celorico. Pero las derrotas que sufrió su ejército en Trancoso y Aljubarrota en mayo y en agosto de 1385 supusieron el fin de la posibilidad de imponerse como rey de Portugal.
En Aljubarrota el desastre castellano fue absoluto, el rey huyó a Santarém y desde allí bajó el río Tajo hasta encontrarse con su flota en torno a Lisboa, y en septiembre, la flota castellana regresó a Castilla. Ante esta situación, Juan I de Portugal obtuvo el control de las plazas que aún le eran adversas; desde la comarca de Santarém, emprendió a control de la región al norte del Duero donde había caballeros portugueses que mantenían fidelidad a Beatriz y a Juan I de Castilla: Villareal de Pavões, Chaves y Bragança capitularon a finales de marzo de 1386, y Almeida, a principios de junio de 1386.

## El legitimismo y las treguas con Portugal

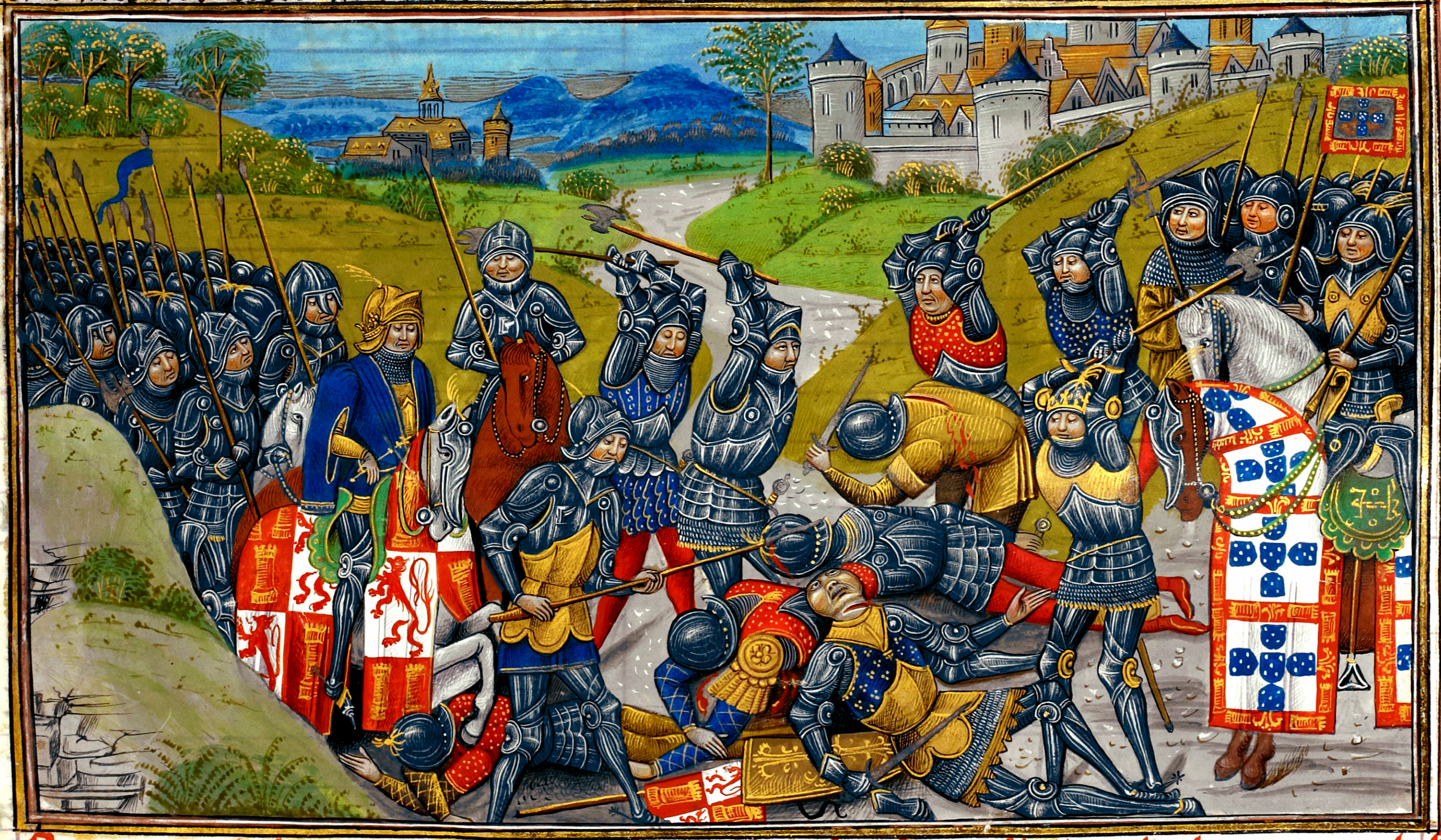
La Batalla de Aljubarrota fue un desastre para las fuerzas castellanas y supuso la consolidación de la casa de Avís en la monarquía portuguesa

El desastre castellano en Aljubarrota produjo un éxodo hacia Castilla. Por un lado, un éxodo de religiosos portugueses que se habían mantenido fieles al antipapa de Aviñón, de cuyo mantenimiento se ocupó la reina Beatriz, quien además solicitó para ellos beneficios a los antipapas de Aviñón. Por otro lado, un éxodo de nobles, que inicialmente no recibieron excesiva compensación, dado que se esperaba que regresaran a Portugal.
Pero Aljubarrota rescató del letargo las aspiraciones legitimistas de los descendientes de Pedro I el Cruel: su hija Constanza y su marido Juan de Gante. El 9 de mayo de 1386, Portugal e Inglaterra establecieron una alianza por el tratado de Windsor, y en julio desembarcaron en Galicia Juan de Gante, su esposa y la hija de ambos, Catalina de Lancáster. Juan I de Castilla reaccionó convocando Cortes en Segovia para asegurar la defensa del reino castellano, y además rehabilitó al infante Juan, primogénito de Inés de Castro, designándolo como regente de Portugal en nombre de Beatriz y de Juan I de Castilla, para así restar apoyos al rey Juan I de Portugal. Ante los escasos resultados de la campaña angloportuguesa y la pérdida de apoyos en Galicia, Juan de Gante y Juan I de Castilla negociaron un acuerdo a espaldas del rey portugués, el tratado de Bayona de 8 de julio de 1388. En este tratado, Juan de Gante y su esposa renunciaban a los derechos sucesorios castellanos en favor del matrimonio de la hija de Constanza con el primogénito de Juan I de Castilla, el futuro Enrique III. La interrupción de la guerra de los Cien Años en las treguas de Leulinghem, motivó la tregua de Monção de 23 de noviembre de 1389, por la que Castilla y Portugal restauraban al adversario las plazas ocupadas, pero aún quedaba pendiente el asunto de las reclamaciones dinásticas de Beatriz.
La recuperación de Portugal aún estuvo en mente del rey castellano, pues en 1390, celebrando Cortes en Guadalajara, el rey planteó a su Consejo el renunciar a la Corona castellana para dedicarse a Portugal. Su muerte el 9 de octubre de 1390, generó una lucha de poder para constituir la regencia, de modo que el asunto de Portugal se postergó con la renovación de las treguas en 1393. En esas luchas de poder acerca de la aplicación de la voluntad del testamento del rey Juan datado en Cellorico en 1385, los regentes mantuvieron las cláusulas referidas al mantenimiento económico de la casa de la reina Beatriz, de la que dependían los exiliados portugueses que habían seguido a Beatriz a Castilla. El testamento también hacía mención a la parte doctrinal de los derechos sucesorios, en este sentido Olivera Serrano indica que Juan I reconocía a su esposa Beatriz como la legítima reina de Portugal, y si ella falleciera sin descendencia legítima, los derechos se transmitirían a Enrique III, de acuerdo a lo establecido en Salvaterra de Magos en 1383; la mención al papel arbitral del papa era para dictaminar y ratificar que efectivamente los derechos de sucesión de Portugal pertenecerían a Enrique III tras fallecer Beatriz; por su parte, Oliveira Martins indica que el papa debía dictaminar a quien debía pertenecer el reino portugués a la muerte del rey castellano, si a Beatriz o a su hijo Enrique. Los derechos dinásticos de Beatriz al trono de Portugal supondrán durante décadas un escollo insalvable para normalizar relaciones entre los Trastámara de Castilla y los Avís de Portugal, hecho que no se produciría hasta 1431, en el tratado de Medina del Campo. A Castilla le beneficiaba la presencia de Beatriz porque frente a la ilegitimidad de los Avís, Beatriz representaba la legitimidad dinástica que se transmitiría a los Trastámara.

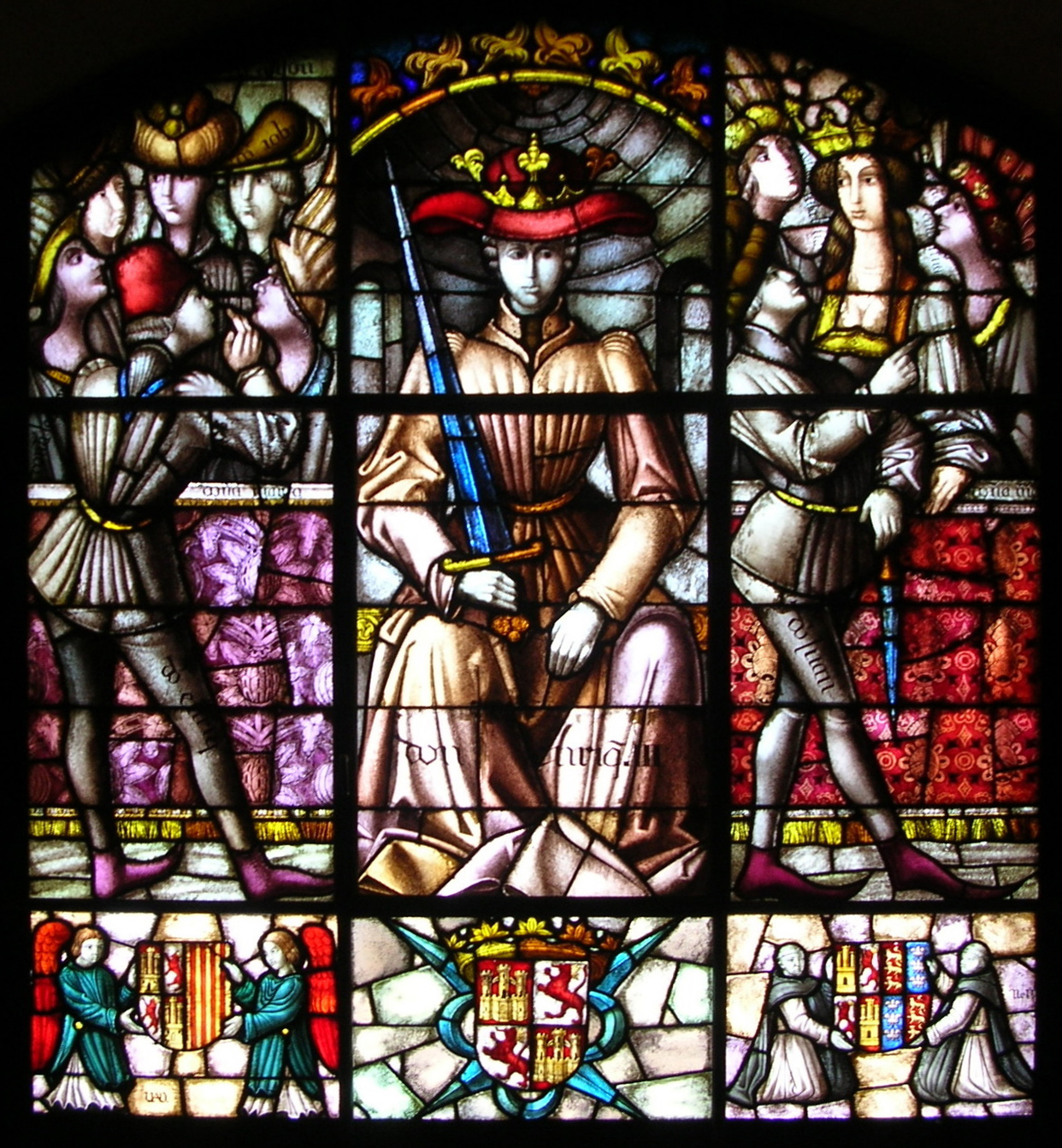
El rey Enrique III de Castilla apoyó la legitimidad de Beatriz frente al rey Juan I de Portugal.

Durante el reinado de Enrique III se produjo un mayor exilio portugués en Castilla, cuyo factor común era el rechazo a los Dinastía de Avís, y a los que el rey castellano concedía alguna compensación por lo que habían perdido en Portugal. Estos exiliados mantendrán vivo el rechazo al establecimiento de relaciones castellanas con la Dinastía de Avís, y además tendieron a mantener redes de parentesco en función de sus fidelidades, así los exiliados partidarios de Beatriz se establecían en ciudades donde la reina tuviera influencia, como Toro o Valladolid.
Juan I de Portugal reactivó una nueva guerra entre 1396-1399 para forzar unas cláusulas favorables en un tratado de paz, pero sus resultados no fueron los esperados. Las negociaciones que culminaron en la tregua de 1402, persistieron en mantener los derechos de Beatriz planteando un enlace de Beatriz con Alfonso, primogénito del rey Juan I de Portugal, pero fue rechazado porque habría relegado a los Avís. En esa tregua, además de los derechos dinásticos de Beatriz, Enrique III también planteó sus propios derechos sucesorios en Portugal tomando como base el que Fernando I de Portugal y Juan I de Castilla habían sido primos hermanos.
El fallecimiento de Enrique III en 1406 marcó un nuevo rumbo en las relaciones con Portugal. Mientras que la vida de Beatriz en Castilla no se modificó, ya que el testamento del rey Enrique III indicaba que se respetara el mantenimiento de Beatriz; para el gobierno del reino castellano, se formó una regencia para el nuevo rey Juan II, que sería compartida entre su madre Catalina de Lancáster y su tío Fernando de Antequera. Ambos mantendrán posturas dispares que llevaron a repartirse el reino de Castilla para su gobierno. En cuanto al asunto de la paz con Portugal, Catalina mostró una postura favorable a su cuñado, el rey portugués, mientras que Fernando se mostró partidario con la postura de la legitimidad, lo que mantuvo la cordialidad entre Beatriz y Fernando, su hijastro. El desacuerdo entre los regentes impidió una paz con Portugal y se renovaron las treguas en 1407.
La muerte de Martín el Humano en 1410 y las aspiraciones de Fernando de Antequera al trono aragonés le hicieron más contemporizador con nuevas negociaciones con Portugal. Fernando aún mantuvo vigente la superioridad y legitimidad del derecho dinástico, pero en las negociaciones que dieron lugar al tratado provisional de 1411, la cuestión dinástica y el cisma se mantuvieron separados del arreglo en otros puntos de fricción: los castellanos prometieron no guerrear con Portugal por los derechos de Beatriz o del cisma, y acordaron suprimir a los exiliados fieles a Beatriz cualquier reivindicación de las propiedades confiscadas o indemnizaciones hasta el año de 1402.
El problema relativo al cisma se resolvió en el Concilio de Constanza (1414–1418). El nuevo papa elegido, Martín V (1417-1431), reconoció al rey de Portugal, y así, la bula Sane Charissumus de abril de 1418 pedía a los soberanos cristianos a ayudar al rey de Portugal en su lucha contra los sarracenos. El fallecimiento de Fernando I de Aragón en 1416, y la deposición del antipapa Benedicto XIII en 1417, eliminó los apoyos que había tenido Beatriz.
La disputa de poder en Castilla entre Álvaro de Luna y los infantes de Aragón, hermanos del rey Alfonso V de Aragón, convirtió a Portugal en un factor de apoyo a los infantes de Aragón, que Álvaro de Luna se propuso contrarrestar con una paz duradera. El tratado de Medina del Campo de 30 de octubre de 1431 estableció que los derechos de Beatriz murieron con ella, y el rey Juan II renunció a los derechos que pudiera haber tenido a través del parentesco de Fernando I de Portugal y Juan I de Castilla, que habían sido primos hermanos. Además de eso, el rey castellano aceptó a los Avís como parte de su familia en virtud de la relación de parentesco entre Catalina de Lancáster, madre del rey castellano, y su media hermana, Felipa de Lancaster, esposa del rey portugués; y por otro lado, no se reconoció a los exiliados portugueses en Castilla ningún derecho ni indemnización en Portugal.

## Vida en Castilla

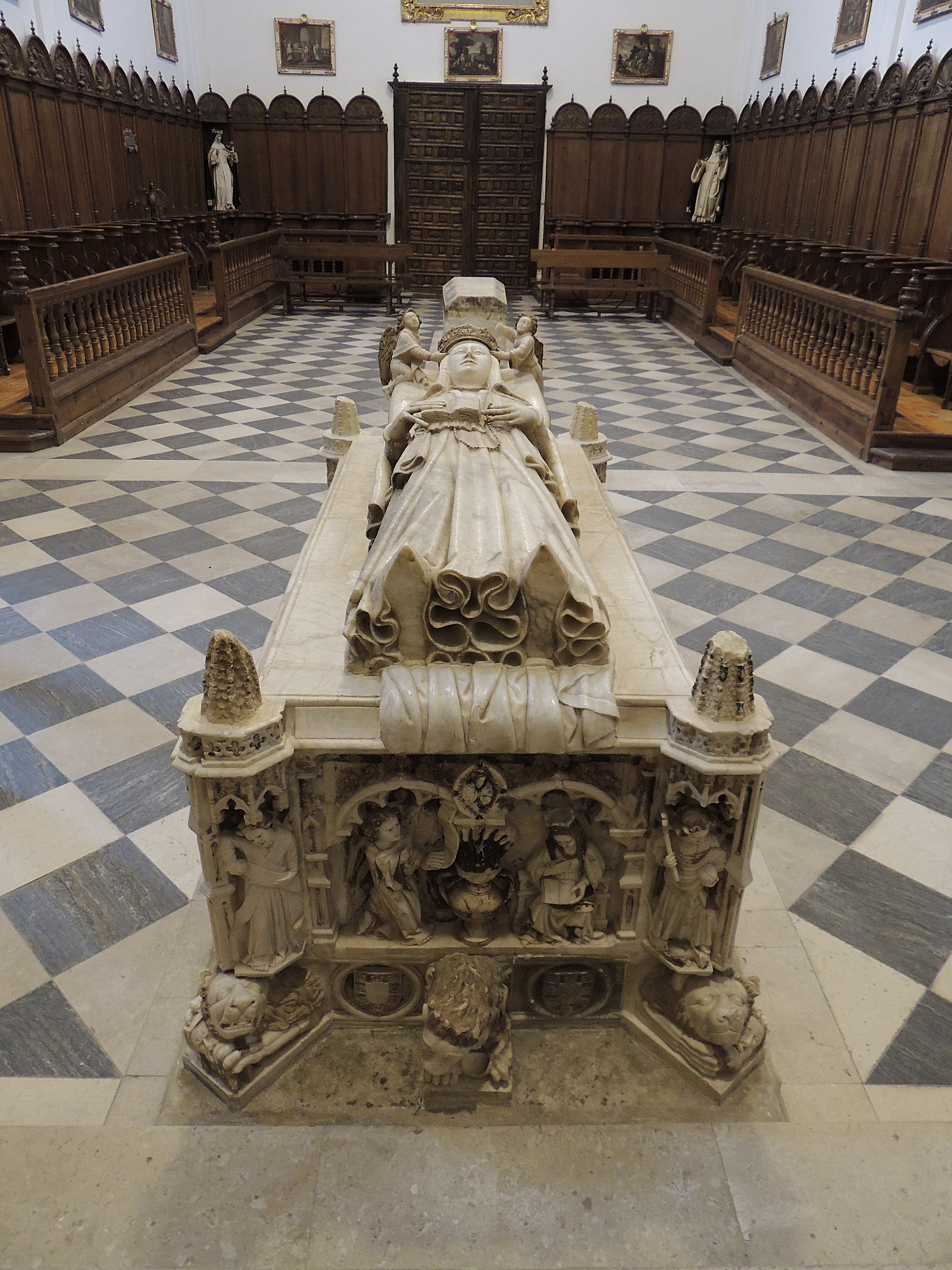
Sepulcro de Beatriz de Portugal en el coro de la iglesia del monasterio del Sancti Spiritus de Toro (Zamora)

En 1376, año en el que fue jurada heredera de Portugal en las Cortes de Leiría, la princesa Beatriz recibió un patrimonio para el mantenimiento de su propia casa, aunque estaba controlada por su madre; de este modo, el favorito de la reina, Juan Fernández Andeiro, era el mayordomo mayor de Beatriz. De su matrimonio con Juan I de Castilla, la dote de la princesa Beatriz no incluía rentas territoriales, sino una cantidad en metálico, lo que tuvo que ser aceptado por el rey Juan I con vistas a conseguir el reino de Portugal. Al ser menor de edad, su custodia la recibió su marido el rey castellano, pero desde 1385, ya mayor de edad, firmaba y sellaba sus propios documentos.
Como reina, mantuvo su propia casa en la que Juan Rodríguez Portocarrero ejerció de mayordomo mayor, y como canciller, el obispo de Guarda, Affonso Correia, al que sucedió el jurista Vicente Arias de Balboa. En cuanto a su patrimonio en Castilla, la dotación patrimonial de la reina Beatriz varió a lo largo de los años, ya que los reyes castellanos tenían que agraciar a la demás parentela en función de los intereses políticos del momento. En el testamento de Juan I de Castilla de 1385, algunas provisiones relativas al patrimonio de Beatriz no se podían cumplir en 1392, cuando la regencia de Enrique III revisó el testamento. Aunque en algún momento, como consorte de Juan I de Castilla había tenido jurisdicción sobre Tordesillas, San Esteban de Gormaz, Cuéllar, Peñafiel, Medina del Campo y Olmedo, al quedarse viuda solo retenía Béjar y Valladolid. En 1396, el Enrique III permutó Béjar por Ciudad Real y la merindad de Valladolid.
De su matrimonio con Juan I de Castilla no tuvo descendencia, aunque genealogistas de los siglos XVII y XVIII le atribuyen uno denominado Miguel, en confusión con el nieto de los Reyes Católicos, Miguel de la Paz. Desde 1390 Beatriz, viuda a los dieciocho años, permaneció apartada de las intrigas de la corte y en un segundo plano. No obstante, todavía tenía una presencia visible en la corte castellana, manteniendo relación en un círculo social más amplio que el grupo de exiliados portugueses. Durante la regencia de Juan II de Castilla, pasó a residir en Ciudad Real, y parece ser que se retiró a Toro tras el tratado de 1411, y su rastro aparece por cartas. En 1409 recibió la propuesta matrimonial de un duque de Austria perteneciente a los Habsburgo, que fue rechazada, ya que un matrimonio de esta índole le habría hecho perder su patrimonio en Castilla, lo que habría perjudicado a sus partidarios exiliados de Portugal, y además, ante un hipotético retorno a Portugal, habría sido necesario un matrimonio de Estado para la ocasión. Beatriz mantuvo una estrecha relación con Fernando de Antequera, apoyando a su familia, y en especial, al infante Enrique, pues de hecho, intervino para apoyar su elección como gran maestre de la Orden de Santiago en 1410.
En 1419 Beatriz envió mediante Juan González de Sevilla, catedrático de la universidad de Salamanca y posterior obispo de Cádiz, una súplica al papa Martín V pidiendo unos permisos propios de una persona que se preparaba para morir. A pesar de no tener constancia documental del fallecimiento de la reina, las propiedades que tenía dispersas aparecen otorgadas al condestable Álvaro de Luna a partir de 1420, y en junio de 1420 aparece que Toro se reintegró a la Corona. Juan González de Sevilla, que se encargó de representar a la reina Beatriz como embajador de esta ante el papa, dejó de intitularse como tal desde abril de 1420.
En abril de 1423 se acordó una nueva tregua con Portugal, en ella se hablaba de la herencia y la sucesión de Beatriz, lo que hace suponer que ya había fallecido.

## Árbol genealógico
|                                |                                |                                |                                |                                |                                |                                 |                                 |                                    |                                    |                                    |                                    |                                    |                                    |                                    |                                    | Dionisio I de Portugal (1261-1325) | Dionisio I de Portugal (1261-1325) | Dionisio I de Portugal (1261-1325) | Dionisio I de Portugal (1261-1325) | Dionisio I de Portugal (1261-1325) | Dionisio I de Portugal (1261-1325) |                                  |                                  |                                   |                                   |                                     |                                     | Sancho IV de Castilla (1258-1295)   | Sancho IV de Castilla (1258-1295)   | Sancho IV de Castilla (1258-1295)   | Sancho IV de Castilla (1258-1295)   | Sancho IV de Castilla (1258-1295)   | Sancho IV de Castilla (1258-1295)   |                                     |                                     |                                     |                                     |                                   |                                   |                                   |                                   |                               |                               |
|                                |                                |                                |                                |                                |                                |                                 |                                 |                                    |                                    |                                    |                                    |                                    |                                    |                                    |                                    | Dionisio I de Portugal (1261-1325) | Dionisio I de Portugal (1261-1325) | Dionisio I de Portugal (1261-1325) | Dionisio I de Portugal (1261-1325) | Dionisio I de Portugal (1261-1325) | Dionisio I de Portugal (1261-1325) |                                  |                                  |                                   |                                   |                                     |                                     | Sancho IV de Castilla (1258-1295)   | Sancho IV de Castilla (1258-1295)   | Sancho IV de Castilla (1258-1295)   | Sancho IV de Castilla (1258-1295)   | Sancho IV de Castilla (1258-1295)   | Sancho IV de Castilla (1258-1295)   |                                     |                                     |                                     |                                     |                                   |                                   |                                   |                                   |                               |                               |
|                                |                                |                                |                                |                                |                                |                                 |                                 |                                    |                                    |                                    |                                    |                                    |                                    |                                    |                                    |                                    |                                    |                                    |                                    |                                    |                                    |                                  |                                  |                                   |                                   |                                     |                                     |                                     |                                     |                                     |                                     |                                     |                                     |                                     |                                     |                                     |                                     |                                   |                                   |                                   |                                   |                               |                               |
|                                |                                |                                |                                |                                |                                |                                 |                                 |                                    |                                    |                                    |                                    |                                    |                                    |                                    |                                    |                                    |                                    |                                    |                                    |                                    |                                    |                                  |                                  |                                   |                                   |                                     |                                     |                                     |                                     |                                     |                                     |                                     |                                     |                                     |                                     |                                     |                                     |                                   |                                   |                                   |                                   |                               |                               |
|                                |                                |                                |                                |                                |                                |                                 |                                 |                                    |                                    |                                    |                                    |                                    |                                    |                                    |                                    |                                    |                                    |                                    |                                    |                                    |                                    |                                  |                                  |                                   |                                   |                                     |                                     |                                     |                                     |                                     |                                     |                                     |                                     |                                     |                                     |                                     |                                     |                                   |                                   |                                   |                                   |                               |                               |
|                                |                                |                                |                                |                                |                                |                                 |                                 | Alfonso IV de Portugal (1291-1357) | Alfonso IV de Portugal (1291-1357) | Alfonso IV de Portugal (1291-1357) | Alfonso IV de Portugal (1291-1357) | Alfonso IV de Portugal (1291-1357) | Alfonso IV de Portugal (1291-1357) |                                    |                                    | Beatriz de Castilla (1293-1359)    | Beatriz de Castilla (1293-1359)    | Beatriz de Castilla (1293-1359)    | Beatriz de Castilla (1293-1359)    | Beatriz de Castilla (1293-1359)    | Beatriz de Castilla (1293-1359)    |                                  |                                  | Constanza de Portugal (1290-1313) | Constanza de Portugal (1290-1313) | Constanza de Portugal (1290-1313)   | Constanza de Portugal (1290-1313)   | Constanza de Portugal (1290-1313)   | Constanza de Portugal (1290-1313)   |                                     |                                     | Fernando IV de Castilla (1285-1312) | Fernando IV de Castilla (1285-1312) | Fernando IV de Castilla (1285-1312) | Fernando IV de Castilla (1285-1312) | Fernando IV de Castilla (1285-1312) | Fernando IV de Castilla (1285-1312) |                                   |                                   |                                   |                                   |                               |                               |
|                                |                                |                                |                                |                                |                                |                                 |                                 | Alfonso IV de Portugal (1291-1357) | Alfonso IV de Portugal (1291-1357) | Alfonso IV de Portugal (1291-1357) | Alfonso IV de Portugal (1291-1357) | Alfonso IV de Portugal (1291-1357) | Alfonso IV de Portugal (1291-1357) |                                    |                                    | Beatriz de Castilla (1293-1359)    | Beatriz de Castilla (1293-1359)    | Beatriz de Castilla (1293-1359)    | Beatriz de Castilla (1293-1359)    | Beatriz de Castilla (1293-1359)    | Beatriz de Castilla (1293-1359)    |                                  |                                  | Constanza de Portugal (1290-1313) | Constanza de Portugal (1290-1313) | Constanza de Portugal (1290-1313)   | Constanza de Portugal (1290-1313)   | Constanza de Portugal (1290-1313)   | Constanza de Portugal (1290-1313)   |                                     |                                     | Fernando IV de Castilla (1285-1312) | Fernando IV de Castilla (1285-1312) | Fernando IV de Castilla (1285-1312) | Fernando IV de Castilla (1285-1312) | Fernando IV de Castilla (1285-1312) | Fernando IV de Castilla (1285-1312) |                                   |                                   |                                   |                                   |                               |                               |
|                                |                                |                                |                                |                                |                                |                                 |                                 |                                    |                                    |                                    |                                    |                                    |                                    |                                    |                                    |                                    |                                    |                                    |                                    |                                    |                                    |                                  |                                  |                                   |                                   |                                     |                                     |                                     |                                     |                                     |                                     |                                     |                                     |                                     |                                     |                                     |                                     |                                   |                                   |                                   |                                   |                               |                               |
|                                |                                |                                |                                |                                |                                |                                 |                                 |                                    |                                    |                                    |                                    |                                    |                                    |                                    |                                    |                                    |                                    |                                    |                                    |                                    |                                    |                                  |                                  |                                   |                                   |                                     |                                     |                                     |                                     |                                     |                                     |                                     |                                     |                                     |                                     |                                     |                                     |                                   |                                   |                                   |                                   |                               |                               |
|                                |                                |                                |                                |                                |                                |                                 |                                 |                                    |                                    |                                    |                                    |                                    |                                    |                                    |                                    |                                    |                                    |                                    |                                    |                                    |                                    |                                  |                                  |                                   |                                   |                                     |                                     |                                     |                                     |                                     |                                     |                                     |                                     |                                     |                                     |                                     |                                     |                                   |                                   |                                   |                                   |                               |                               |
|                                |                                |                                |                                |                                |                                |                                 |                                 |                                    |                                    |                                    |                                    |                                    |                                    |                                    |                                    |                                    |                                    |                                    |                                    |                                    |                                    |                                  |                                  |                                   |                                   |                                     |                                     |                                     |                                     |                                     |                                     |                                     |                                     |                                     |                                     |                                     |                                     |                                   |                                   |                                   |                                   |                               |                               |
|                                |                                |                                |                                |                                |                                | Pedro I de Portugal (1320-1367) | Pedro I de Portugal (1320-1367) | Pedro I de Portugal (1320-1367)    | Pedro I de Portugal (1320-1367)    | Pedro I de Portugal (1320-1367)    | Pedro I de Portugal (1320-1367)    |                                    |                                    | Constanza Manuel (1316-1345)       | Constanza Manuel (1316-1345)       | Constanza Manuel (1316-1345)       | Constanza Manuel (1316-1345)       | Constanza Manuel (1316-1345)       | Constanza Manuel (1316-1345)       |                                    |                                    | Juana Manuel (1339-1381)         | Juana Manuel (1339-1381)         | Juana Manuel (1339-1381)          | Juana Manuel (1339-1381)          | Juana Manuel (1339-1381)            | Juana Manuel (1339-1381)            |                                     |                                     | Alfonso XI de Castilla (1311–1350)  | Alfonso XI de Castilla (1311–1350)  | Alfonso XI de Castilla (1311–1350)  | Alfonso XI de Castilla (1311–1350)  | Alfonso XI de Castilla (1311–1350)  | Alfonso XI de Castilla (1311–1350)  |                                     |                                     | María de Portugal (1313-1357)     | María de Portugal (1313-1357)     | María de Portugal (1313-1357)     | María de Portugal (1313-1357)     | María de Portugal (1313-1357) | María de Portugal (1313-1357) |
|                                |                                |                                |                                |                                |                                | Pedro I de Portugal (1320-1367) | Pedro I de Portugal (1320-1367) | Pedro I de Portugal (1320-1367)    | Pedro I de Portugal (1320-1367)    | Pedro I de Portugal (1320-1367)    | Pedro I de Portugal (1320-1367)    |                                    |                                    | Constanza Manuel (1316-1345)       | Constanza Manuel (1316-1345)       | Constanza Manuel (1316-1345)       | Constanza Manuel (1316-1345)       | Constanza Manuel (1316-1345)       | Constanza Manuel (1316-1345)       |                                    |                                    | Juana Manuel (1339-1381)         | Juana Manuel (1339-1381)         | Juana Manuel (1339-1381)          | Juana Manuel (1339-1381)          | Juana Manuel (1339-1381)            | Juana Manuel (1339-1381)            |                                     |                                     | Alfonso XI de Castilla (1311–1350)  | Alfonso XI de Castilla (1311–1350)  | Alfonso XI de Castilla (1311–1350)  | Alfonso XI de Castilla (1311–1350)  | Alfonso XI de Castilla (1311–1350)  | Alfonso XI de Castilla (1311–1350)  |                                     |                                     | María de Portugal (1313-1357)     | María de Portugal (1313-1357)     | María de Portugal (1313-1357)     | María de Portugal (1313-1357)     | María de Portugal (1313-1357) | María de Portugal (1313-1357) |
|                                |                                |                                |                                |                                |                                |                                 |                                 |                                    |                                    |                                    |                                    |                                    |                                    |                                    |                                    |                                    |                                    |                                    |                                    |                                    |                                    |                                  |                                  |                                   |                                   |                                     |                                     |                                     |                                     |                                     |                                     |                                     |                                     |                                     |                                     |                                     |                                     |                                   |                                   |                                   |                                   |                               |                               |
|                                |                                |                                |                                |                                |                                |                                 |                                 |                                    |                                    |                                    |                                    |                                    |                                    |                                    |                                    |                                    |                                    |                                    |                                    |                                    |                                    |                                  |                                  |                                   |                                   |                                     |                                     |                                     |                                     |                                     |                                     |                                     |                                     |                                     |                                     |                                     |                                     |                                   |                                   |                                   |                                   |                               |                               |
|                                |                                |                                |                                | Infante Juan (1349-c. 1396)    | Infante Juan (1349-c. 1396)    | Infante Juan (1349-c. 1396)     | Infante Juan (1349-c. 1396)     | Infante Juan (1349-c. 1396)        | Infante Juan (1349-c. 1396)        |                                    |                                    | Fernando I de Portugal (1345-1383) | Fernando I de Portugal (1345-1383) | Fernando I de Portugal (1345-1383) | Fernando I de Portugal (1345-1383) | Fernando I de Portugal (1345-1383) | Fernando I de Portugal (1345-1383) |                                    |                                    | Juan de Gante (1340-1399)          | Juan de Gante (1340-1399)          | Juan de Gante (1340-1399)        | Juan de Gante (1340-1399)        | Juan de Gante (1340-1399)         | Juan de Gante (1340-1399)         |                                     |                                     | Enrique II de Castilla (1334-1379)  | Enrique II de Castilla (1334-1379)  | Enrique II de Castilla (1334-1379)  | Enrique II de Castilla (1334-1379)  | Enrique II de Castilla (1334-1379)  | Enrique II de Castilla (1334-1379)  |                                     |                                     | Pedro I de Castilla (1334-1369)     | Pedro I de Castilla (1334-1369)     | Pedro I de Castilla (1334-1369)   | Pedro I de Castilla (1334-1369)   | Pedro I de Castilla (1334-1369)   | Pedro I de Castilla (1334-1369)   |                               |                               |
|                                |                                |                                |                                | Infante Juan (1349-c. 1396)    | Infante Juan (1349-c. 1396)    | Infante Juan (1349-c. 1396)     | Infante Juan (1349-c. 1396)     | Infante Juan (1349-c. 1396)        | Infante Juan (1349-c. 1396)        |                                    |                                    | Fernando I de Portugal (1345-1383) | Fernando I de Portugal (1345-1383) | Fernando I de Portugal (1345-1383) | Fernando I de Portugal (1345-1383) | Fernando I de Portugal (1345-1383) | Fernando I de Portugal (1345-1383) |                                    |                                    | Juan de Gante (1340-1399)          | Juan de Gante (1340-1399)          | Juan de Gante (1340-1399)        | Juan de Gante (1340-1399)        | Juan de Gante (1340-1399)         | Juan de Gante (1340-1399)         |                                     |                                     | Enrique II de Castilla (1334-1379)  | Enrique II de Castilla (1334-1379)  | Enrique II de Castilla (1334-1379)  | Enrique II de Castilla (1334-1379)  | Enrique II de Castilla (1334-1379)  | Enrique II de Castilla (1334-1379)  |                                     |                                     | Pedro I de Castilla (1334-1369)     | Pedro I de Castilla (1334-1369)     | Pedro I de Castilla (1334-1369)   | Pedro I de Castilla (1334-1369)   | Pedro I de Castilla (1334-1369)   | Pedro I de Castilla (1334-1369)   |                               |                               |
|                                |                                |                                |                                |                                |                                |                                 |                                 |                                    |                                    |                                    |                                    |                                    |                                    |                                    |                                    |                                    |                                    |                                    |                                    |                                    |                                    |                                  |                                  |                                   |                                   |                                     |                                     |                                     |                                     |                                     |                                     |                                     |                                     |                                     |                                     |                                     |                                     |                                   |                                   |                                   |                                   |                               |                               |
| Juan I de Portugal (1357-1433) | Juan I de Portugal (1357-1433) | Juan I de Portugal (1357-1433) | Juan I de Portugal (1357-1433) | Juan I de Portugal (1357-1433) | Juan I de Portugal (1357-1433) |                                 |                                 |                                    |                                    |                                    |                                    |                                    |                                    |                                    |                                    |                                    |                                    |                                    |                                    | Felipa de Lancaster (1360-1415)    | Felipa de Lancaster (1360-1415)    | Felipa de Lancaster (1360-1415)  | Felipa de Lancaster (1360-1415)  | Felipa de Lancaster (1360-1415)   | Felipa de Lancaster (1360-1415)   |                                     |                                     |                                     |                                     |                                     |                                     |                                     |                                     |                                     |                                     | Constanza de Castilla (1354-1394)   | Constanza de Castilla (1354-1394)   | Constanza de Castilla (1354-1394) | Constanza de Castilla (1354-1394) | Constanza de Castilla (1354-1394) | Constanza de Castilla (1354-1394) |                               |                               |
| Juan I de Portugal (1357-1433) | Juan I de Portugal (1357-1433) | Juan I de Portugal (1357-1433) | Juan I de Portugal (1357-1433) | Juan I de Portugal (1357-1433) | Juan I de Portugal (1357-1433) |                                 |                                 |                                    |                                    |                                    |                                    |                                    |                                    |                                    |                                    |                                    |                                    |                                    |                                    | Felipa de Lancaster (1360-1415)    | Felipa de Lancaster (1360-1415)    | Felipa de Lancaster (1360-1415)  | Felipa de Lancaster (1360-1415)  | Felipa de Lancaster (1360-1415)   | Felipa de Lancaster (1360-1415)   |                                     |                                     |                                     |                                     |                                     |                                     |                                     |                                     |                                     |                                     | Constanza de Castilla (1354-1394)   | Constanza de Castilla (1354-1394)   | Constanza de Castilla (1354-1394) | Constanza de Castilla (1354-1394) | Constanza de Castilla (1354-1394) | Constanza de Castilla (1354-1394) |                               |                               |
|                                |                                |                                |                                |                                |                                |                                 |                                 |                                    |                                    |                                    |                                    |                                    |                                    |                                    |                                    |                                    |                                    |                                    |                                    |                                    |                                    |                                  |                                  |                                   |                                   |                                     |                                     |                                     |                                     |                                     |                                     |                                     |                                     |                                     |                                     |                                     |                                     |                                   |                                   |                                   |                                   |                               |                               |
|                                |                                |                                |                                |                                |                                |                                 |                                 |                                    |                                    |                                    |                                    | BEATRIZ DE PORTUGAL (1373-c.1420)  | BEATRIZ DE PORTUGAL (1373-c.1420)  | BEATRIZ DE PORTUGAL (1373-c.1420)  | BEATRIZ DE PORTUGAL (1373-c.1420)  | BEATRIZ DE PORTUGAL (1373-c.1420)  | BEATRIZ DE PORTUGAL (1373-c.1420)  |                                    |                                    | Juan I de Castilla (1358-1390)     | Juan I de Castilla (1358-1390)     | Juan I de Castilla (1358-1390)   | Juan I de Castilla (1358-1390)   | Juan I de Castilla (1358-1390)    | Juan I de Castilla (1358-1390)    |                                     |                                     |                                     |                                     |                                     |                                     |                                     |                                     |                                     |                                     |                                     |                                     |                                   |                                   |                                   |                                   |                               |                               |
|                                |                                |                                |                                |                                |                                |                                 |                                 |                                    |                                    |                                    |                                    | BEATRIZ DE PORTUGAL (1373-c.1420)  | BEATRIZ DE PORTUGAL (1373-c.1420)  | BEATRIZ DE PORTUGAL (1373-c.1420)  | BEATRIZ DE PORTUGAL (1373-c.1420)  | BEATRIZ DE PORTUGAL (1373-c.1420)  | BEATRIZ DE PORTUGAL (1373-c.1420)  |                                    |                                    | Juan I de Castilla (1358-1390)     | Juan I de Castilla (1358-1390)     | Juan I de Castilla (1358-1390)   | Juan I de Castilla (1358-1390)   | Juan I de Castilla (1358-1390)    | Juan I de Castilla (1358-1390)    |                                     |                                     |                                     |                                     |                                     |                                     |                                     |                                     |                                     |                                     |                                     |                                     |                                   |                                   |                                   |                                   |                               |                               |
|                                |                                |                                |                                |                                |                                |                                 |                                 |                                    |                                    |                                    |                                    |                                    |                                    |                                    |                                    |                                    |                                    |                                    |                                    |                                    |                                    |                                  |                                  |                                   |                                   |                                     |                                     |                                     |                                     |                                     |                                     |                                     |                                     |                                     |                                     |                                     |                                     |                                   |                                   |                                   |                                   |                               |                               |
|                                |                                |                                |                                |                                |                                |                                 |                                 |                                    |                                    |                                    |                                    |                                    |                                    |                                    |                                    |                                    |                                    |                                    |                                    |                                    |                                    |                                  |                                  |                                   |                                   |                                     |                                     |                                     |                                     |                                     |                                     |                                     |                                     |                                     |                                     |                                     |                                     |                                   |                                   |                                   |                                   |                               |                               |
|                                |                                |                                |                                |                                |                                |                                 |                                 |                                    |                                    |                                    |                                    |                                    |                                    |                                    |                                    |                                    |                                    | Fernando I de Aragón (1380-1416)   | Fernando I de Aragón (1380-1416)   | Fernando I de Aragón (1380-1416)   | Fernando I de Aragón (1380-1416)   | Fernando I de Aragón (1380-1416) | Fernando I de Aragón (1380-1416) |                                   |                                   | Enrique III de Castilla (1379-1406) | Enrique III de Castilla (1379-1406) | Enrique III de Castilla (1379-1406) | Enrique III de Castilla (1379-1406) | Enrique III de Castilla (1379-1406) | Enrique III de Castilla (1379-1406) |                                     |                                     | Catalina de Lancáster (1373–1418)   | Catalina de Lancáster (1373–1418)   | Catalina de Lancáster (1373–1418)   | Catalina de Lancáster (1373–1418)   | Catalina de Lancáster (1373–1418) | Catalina de Lancáster (1373–1418) |                                   |                                   |                               |                               |
|                                |                                |                                |                                |                                |                                |                                 |                                 |                                    |                                    |                                    |                                    |                                    |                                    |                                    |                                    |                                    |                                    | Fernando I de Aragón (1380-1416)   | Fernando I de Aragón (1380-1416)   | Fernando I de Aragón (1380-1416)   | Fernando I de Aragón (1380-1416)   | Fernando I de Aragón (1380-1416) | Fernando I de Aragón (1380-1416) |                                   |                                   | Enrique III de Castilla (1379-1406) | Enrique III de Castilla (1379-1406) | Enrique III de Castilla (1379-1406) | Enrique III de Castilla (1379-1406) | Enrique III de Castilla (1379-1406) | Enrique III de Castilla (1379-1406) |                                     |                                     | Catalina de Lancáster (1373–1418)   | Catalina de Lancáster (1373–1418)   | Catalina de Lancáster (1373–1418)   | Catalina de Lancáster (1373–1418)   | Catalina de Lancáster (1373–1418) | Catalina de Lancáster (1373–1418) |                                   |                                   |                               |                               |

| Sombreados | Sombreados | Sombreados | Sombreados | Sombreados | Sombreados |  |  |  |  | Casa de Avís | Casa de Avís | Casa de Avís | Casa de Avís | Casa de Avís | Casa de Avís |  |  |  |  |  |  | Casa de Borgoña (Portugal) | Casa de Borgoña (Portugal) | Casa de Borgoña (Portugal) | Casa de Borgoña (Portugal) | Casa de Borgoña (Portugal) | Casa de Borgoña (Portugal) |  |  |  |  |  |  | Casa de Trastámara | Casa de Trastámara | Casa de Trastámara | Casa de Trastámara | Casa de Trastámara | Casa de Trastámara |  |  |  |  |  |  | Casa de Borgoña (Castilla) | Casa de Borgoña (Castilla) | Casa de Borgoña (Castilla) | Casa de Borgoña (Castilla) | Casa de Borgoña (Castilla) | Casa de Borgoña (Castilla) |  |  |  |  |  |  |

## Sucesión
| Predecesor: Leonor de Aragón | Reina consorte de la Corona de Castilla 1383-1390                                                                                               | Sucesor: Catalina de Lancáster |
| Predecesor: Fernando I       | Reina disputada de Portugal y Algarve Junto con Juan I de Castilla 1383-1385 Rival y en guerra contra Juan de Avís, defensor e regedor do reino | Sucesor: Juan I                |